# Verschiebungspolarisation

Der negative Ladungsschwerpunkt (Elektronenhülle) liegt rechts neben dem Atomkern (positiver Ladungsschwerpunkt)

Bei der Verschiebungspolarisation {\displaystyle {\vec {P}}} (auch Deformationspolarisation genannt) werden durch ein externes elektrisches Feld induzierte Dipole gebildet, indem
- die Elektronen eines Atoms oder Moleküls so verändert („verschoben“) werden, dass der Schwerpunkt der negativen Ladungen nicht mehr mit dem Schwerpunkt der positiven Ladungen (Atomkerne) übereinstimmt (Elektronenpolarisation)

oder
- positive Ionen relativ zu negativen Ionen verschoben werden (Ionenpolarisation).

Die Verschiebungspolarisation ist (für lineare isotrope Medien) definiert als:
{\displaystyle {\begin{aligned}{\vec {P}}&=\chi \cdot \varepsilon _{0}\cdot {\vec {E}}\\&=(\varepsilon _{r}-1)\cdot \varepsilon _{0}\cdot {\vec {E}}\end{aligned}}}
wobei
- {\displaystyle \chi } die (di-)elektrische Suszeptibilität
- {\displaystyle \varepsilon _{0}} die Elektrische Feldkonstante
- {\displaystyle {\vec {E}}} die elektrische Feldstärke und
- {\displaystyle \varepsilon _{r}} die relative Permittivität ist.

Die relative Permittivität für Ionenkristalle ist
{\displaystyle \varepsilon _{r}=1+\chi _{\text{ion}}+\chi _{\text{el geb}}}
wobei
- {\displaystyle \chi _{\text{ion}}} die ionische Suszeptibilität und
- {\displaystyle \chi _{\text{el geb}}} die elektronische Suszeptibilität ist.

Die relative Permittivität für Metalle ist
{\displaystyle \varepsilon _{r}=1+\chi _{\text{el frei}}+\chi _{\text{el geb}}}
wobei
- {\displaystyle \chi _{\text{el frei}}} die Suszeptibilität der Leitungselektronen und
- {\displaystyle \chi _{\text{el geb}}} die Suszeptibilität der quasigebundenen Elektronen ist.

Die Verschiebungspolarisation ist die Summe aller induzierten Dipolmomente, geteilt durch das Volumen:
{\displaystyle {\vec {P}}={\frac {\sum {\vec {p}}_{ind}}{V}}}
Die Stärke der induzierten Dipolmomente ist bei gebundenen Elektronen abhängig von der Polarisierbarkeit des Moleküls/Atoms. Die Verbindung zwischen mikroskopisch relevanter Polarisierbarkeit und makroskopisch relevanter Permittivität stellt die Clausius-Mossotti-Gleichung her.
In elektrischen Wechselfeldern (z. B. Licht) wird die Materie mit der Frequenz des schwingenden E-Feldes umpolarisiert. Für höhere Frequenzen (größer als die der typischen Molekülschwingungen, etwa ab dem Infrarot-Bereich) kann die Ionenpolarisation wegen der größeren Trägheit der massiven Ionen nicht mehr folgen und folglich vernachlässigt werden. Die wesentlich leichteren Elektronen dagegen folgen dem Wechselfeld auch noch bei höheren Frequenzen (etwa bis in den UV-Bereich).